# Çamkışla, Pınarbaşı
Çamkışla là một xã thuộc huyện Pınarbaşı, tỉnh Kastamonu, Thổ Nhĩ Kỳ. Dân số thời điểm năm 2008 là 133 người.